# Großer Preis von Belgien 1966
Der Große Preis von Belgien 1966 (offiziell XII Grote Prijs Van Belgie) fand am 12. Juni auf dem Circuit de Spa-Francorchamps in Spa statt und war das zweite Rennen der Automobil-Weltmeisterschaft 1966. Bei einem Massenunfall mit neun Fahrzeugen verunfallte Jackie Stewart schwer.

## Berichte

### Hintergrund

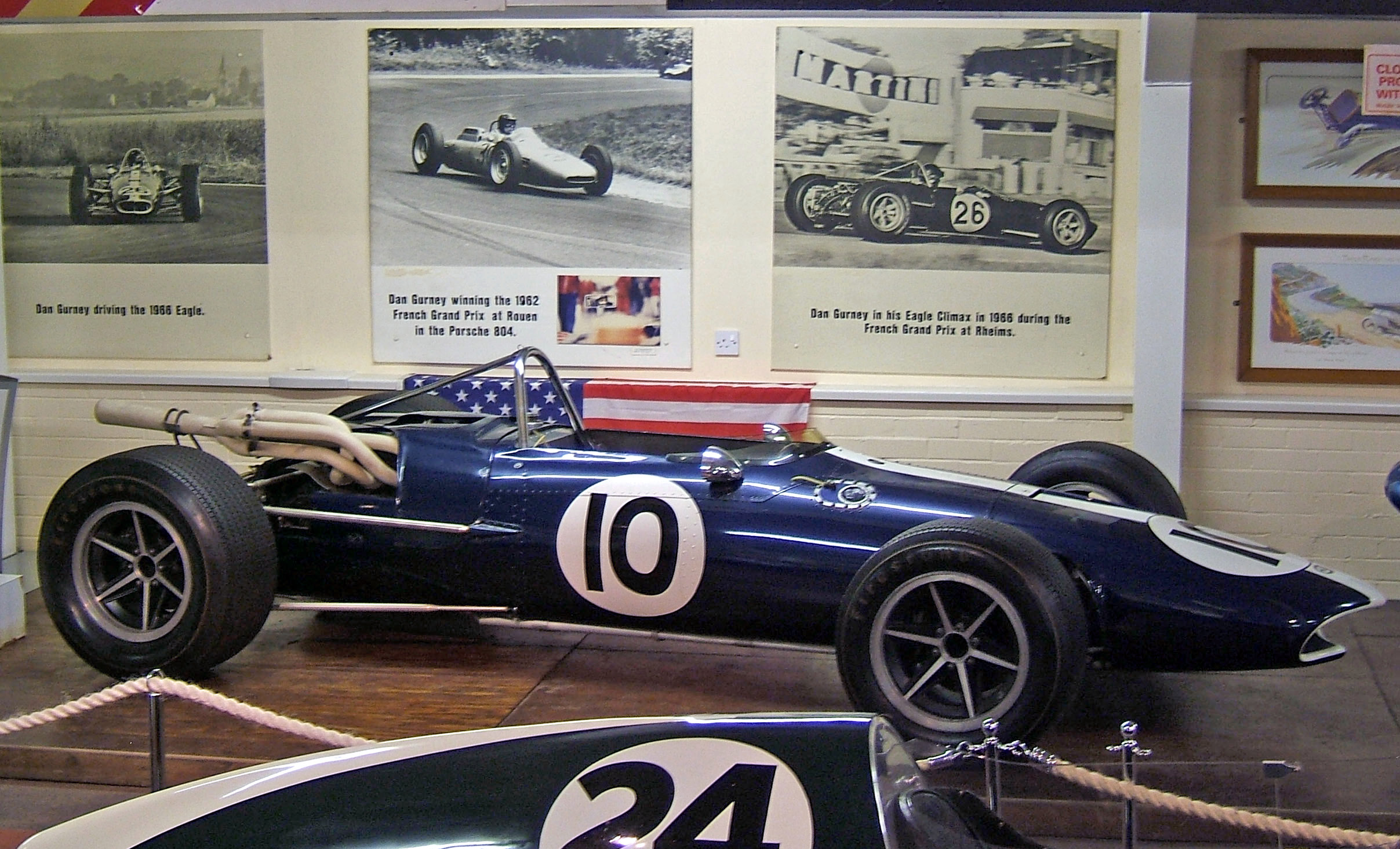
Debüt von Anglo American Racers mit dem Eagle MK1

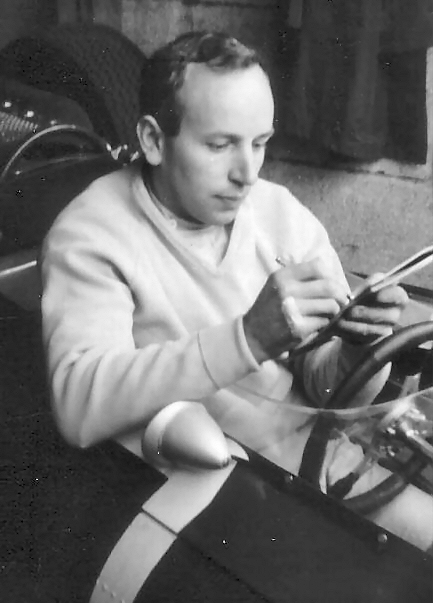
Sieger John Surtees – letztes Rennen für Ferrari

Gegenüber dem Vorjahr wurde die Renndistanz von 32 Runden auf 28 Runden verkürzt. Wie schon beim Großen Preis von Monaco fanden umfangreiche Aufnahmen für den Film Grand Prix statt, in dem hochaufgelöste Originalszenen des Rennens zu sehen sind.
Nachdem er das erste Saisonrennen ausgelassen hatte, kehrte Dan Gurney in die Automobil-Weltmeisterschaft zurück und fuhr das erste Mal mit einem eigenen Team, den Anglo American Racers. Als Fahrzeug wurde ein Eagle Mk1 gemeldet, der auf dem Lotus 38 basierte und von Len Terry entworfen worden war. Bevor der Konstrukteur später zu Weslake-Motoren wechselte, wurden für die ersten Rennen veraltete Climax-Aggregate eingesetzt. Das Fahrzeug hatte ein Leichtmetall-Monocoque und war blau lackiert mit einem weißen Streifen in der Fahrzeugmitte. Gurney blieb der einzige Fahrer des Teams, bevor gegen Saisonende auch ein zweiter Wagen eingesetzt wurde. McLaren ersetzte am McLaren M2B den Ford-Motor durch ein 3,0-Liter-V8-Aggregat der Scuderia Serenissima. Dieser Motor erwies sich aber als sehr fehleranfällig, wodurch McLaren später in der Saison wieder die Motoren von Ford einsetzte.
Bei Lotus war neben Jim Clark auch Peter Arundell gemeldet, der nach langer Verletzungspause zurückkehrte. Er sollte den neuen Lotus 43 fahren, nahm aber wegen technischer Probleme im Training nicht am Rennen teil. Bei B.R.M. wurde erneut der neue BRM P83 gemeldet, aber auch bei diesem Fahrzeug verschob sich das Debüt weiter, da Stewart und Graham Hill weiterhin den alten BRM P261 bevorzugten. Cooper meldete zwei Cooper T81 für Jochen Rindt und Richie Ginther. Für Ginther war es das letzte Rennen bei Cooper, er wechselte anschließend wieder zurück zu Honda.
Bei den Teams mit Kundenfahrzeugen wechselte Rob Walker Racing Team den Wagen und meldete einen Cooper T81 für Joseph Siffert. Team Chamaco Collect setzte einen BRM P261 für Bob Bondurant und Vic Wilson ein. Für Wilson war es die letzte Meldung in der Automobil-Weltmeisterschaft, nachdem er zuletzt am Großen Preis von Italien 1960 teilgenommen hatte. Das Rennen bestritt Bondurant.
Mit Clark und Jack Brabham nahmen zwei ehemalige Sieger am Rennen teil, Clark gewann die letzten vier Austragungen in Folge. Bei den Konstrukteuren waren Scuderia Ferrari und Lotus jeweils viermal und Cooper einmal siegreich. In der Fahrerwertung führte Stewart vor Lorenzo Bandini und Hill, in der Konstrukteurswertung lag B.R.M. vor Ferrari.

### Training
Die erste Trainingssitzung fand am Freitagnachmittag statt und dauerte zwei Stunden. Stewart fuhr die erste Bestzeit, anschließend war der Ferrari von Surtees das schnellste Auto, bevor sich Stewart auf 3:45,0 Minuten verbesserte und damit vier Sekunden schneller war als die beste Rundenzeit des Vorjahres. Ferrari, Brabham und B.R.M. hatten keine technischen Probleme in der ersten Trainingssitzung im Gegensatz zur Konkurrenz. Bei den beiden Werks-Coopern war das Training früh durch Motorenschäden beendet. Clark stellte sein Fahrzeug nach einer Runde ab, sein Teamkollege Arundell nach drei Runden. Bei McLaren beendete ein Ölleck das Training vorzeitig. Schwierigkeiten mit verschiedenen mechanischen Teilen traten an Gurneys Eagle auf. Die Bestzeit des Trainings fuhr Surtees, mit 3:40,4 Minuten war er dabei fünf Sekunden schneller als Stewart auf Rang zwei.
Während des gesamten Trainings fuhr der ehemalige Weltmeister Phil Hill für Filmaufnahmen mit einem Kamerawagen um die Strecke. Dies wurde von den Fahrern stark kritisiert. Nach der ersten Trainingssitzung beschloss die Grand Prix Drivers’ Association in einer eigens einberufenen Versammlung, die Filmaufnahmen auf einen kleinen Zeitrahmen am Ende eines Trainings zu beschränken. Durch einen Waldbrand wurde der Beginn der zweiten Trainingssitzung um 45 Minuten verschoben. Surtees war erneut der schnellste Fahrer, er verbesserte seine Bestzeit um weitere zwei Sekunden. Lotus trat wegen Defekten nicht an, Hulme hatte ebenfalls Schwierigkeiten mit seinem Brabham. Cooper hatte die Defekte vom Vortag behoben und Rindt verbesserte sich mit einer Zeit von 3:41,2 Minuten auf den zweiten Platz. Für Bruce McLaren war das Rennwochenende mit einem Motorschaden beendet. Da er keinen Ersatzmotor hatte, konnte er auch nicht zum Rennen antreten. Ähnlich ging es Arundell, auch er startete wegen eines Motorschadens nicht beim Grand Prix.
Mit mehr als drei Sekunden Vorsprung sicherte sich Surtees überlegen die Pole-Position. Dies war seine erste der Saison, nachdem er zuletzt beim Großen Preis von Italien 1964 von Startplatz eins ins Rennen ging. Rindt qualifizierte sich auf Rang zwei vor Stewart und Brabham, damit starteten vier verschiedene Wagen von den ersten vier Plätzen. Im Mittelfeld lag Bandini auf Rang fünf vor Bonnier, dem besten Fahrer mit einem Kundenfahrzeug. Spence wurde Siebter, Ginther Achter. Die ersten zehn wurden von Hill und Clark komplettiert. Gurney qualifizierte sich durch die Probleme mit seinem Eagle auf den letzten Startplatz.

### Rennen
In der Nacht vor dem Rennen wurde Clarks Wagen repariert, eine weitere Reparatur war allerdings notwendig, als Clark am Renntag einige Runden fuhr und dabei die Aufhängung beschädigte. Zum Rennstart war der Wagen wieder fahrbereit. Da McLaren nicht teilnehmen konnte, wurde der Wagen von Bondurant für die Filmaufnahmen von „Grand Prix“ umlackiert, damit er wie das Fahrzeug von McLaren aussah. Zudem wurde auch die Nummer von McLarens Wagen übernommen und auf Bondurants B.R.M. aufgemalt. Phil Hill fuhr mit einem Kamerawagen in der ersten Runde vor dem Feld her, anschließend kam er an die Box.
Nachdem es an den beiden Tagen vorher trocken und sonnig war, änderte sich am Sonntag das Wetter. Die Bewölkung nahm vor dem Start zu, Regen fiel aber noch nicht. Surtees übernahm in der ersten Kurve die Führung vor Rindt und Brabham, dahinter kämpften Bandini und Stewart um Platz vier. Noch während der ersten Runde erreichte ein starker Regenschauer die Rennstrecke und führte zu einer Massenkarambolage, an der neun Fahrzeuge beteiligt waren. Stewart sagte später, sie seien in eine Wand aus Wasser gefahren, wie es sie nur im südlichen Belgien geben könne.
Er kam dadurch von der Strecke ab und kollidierte erst mit einem Telegraphenmast, dann mit einem Holzstapel. Anschließend kam sein B.R.M. an der Wand eines an der Strecke stehenden Bauernhauses zum Stehen. Stewart war im Wagen eingeklemmt und Kraftstoff lief aus. Graham Hill, der ebenfalls verunfallte und mit dem Heck gegen die aus Strohballen bestehende Streckenbegrenzung geprallt war, kam Stewart zu Hilfe. Er schaffte es auch nicht, das festklemmende Lenkrad zu entfernen, um seinen Teamkollegen zu befreien. Stattdessen gelang es Graham Hill die noch immer laufende Benzinpumpe am B.R.M. abzuschalten. Bondurant, der sich überschlagen und dabei leicht verletzt hatte, kam Stewart ebenfalls zu Hilfe. Mithilfe von Werkzeug eines Zuschauers schafften es Graham Hill und Bondurant, ihren Kontrahenten zu befreien, allerdings dauerte dies insgesamt 25 Minuten. Stewart wurde auf die Ladefläche eines Pick-ups gelegt und wartete dort, bis ein Krankenwagen am Unfallort eintraf, der ihn anschließend in ein Krankenhaus an der Rennstrecke brachte, wo es aber keine Ärzte gab. Daraufhin wurde er mit einem weiteren Krankenwagen zu einem anderen Krankenhaus gefahren, auf dem Weg dahin verfuhr sich der Fahrer aber.
Diese chaotischen Bedingungen bei der Versorgung eines verletzten Fahrers waren einer der Gründe, warum Stewart begann, sich verstärkt für die Sicherheit in der Automobil-Weltmeisterschaft einzusetzen. Stewart sagte Jahrzehnte später, dass er nach dem Rennen erst erkannt hatte, wie gefährlich es war. Vorher habe er geglaubt, dass Unfälle immer nur den anderen passieren, bis es ihn selbst traf und er knapp vor dem Tod war. Das sei der Punkt gewesen, an dem er den Motorsport sicherer machen wollte. Stewart setzte verletzungsbedingt mehr als einen Monat aus und wurde wieder vollständig gesund. Außer ihm, Hill und Bondurant verunfallten auch Bonnier, Spence, Siffert und Hulme. Bonniers Wagen wurde dabei durch das Fenster eines Bauernhauses geschleudert, er und die anderen blieben unverletzt. Da Clark schon beim Start mit einem weiteren Motorschaden stehen geblieben war, verblieben nur noch sieben Wagen im Rennen.
Surtees hatte nach der ersten Runde bereits mehrere Sekunden Vorsprung auf Brabham und Bandini. Mit Abstand folgten Ginther, Rindt und Ligier. Gurney war ebenfalls noch im Rennen, fuhr aber deutlich langsamer als seine Kontrahenten vor ihm. In der zweiten Runde wurde Brabham von Bandini überholt, der anschließend auch auf Surtees aufholte und die Führung übernahm. Der Regen erfasste zu diesem Zeitpunkt die gesamte Strecke. Surtees übernahm in Runde drei erneut die Führung, dahinter verbesserte sich Rindt auf den zweiten Platz, Brabham fiel weiter zurück. Anschließend wurde Surtees von Rindt überholt, der zum ersten Mal in seiner Karriere ein Rennen der Automobil-Weltmeisterschaft anführte. Durch den zunehmenden Regen und die schlechte Sicht hielten die drei ersten Fahrer untereinander größere Abstände, um nicht in der Gischt des jeweils anderen zu fahren. Für mehrere Runden gab es keine Positionsveränderungen und keine Zweikämpfe. Lediglich Ligier kam an die Box, um den Reifendruck senken zu lassen.
In Runde 20 ließ der Regen nach und die Strecke trocknete innerhalb kurzer Zeit ab. Dadurch veränderte sich das Kräfteverhältnis an der Spitze und Surtees war wieder schneller als Rindt. Einen Umlauf später kam es zum Überholmanöver und Surtees führte erneut den Grand Prix an. Beide Fahrer überrundeten am Ende noch Bandini.
Surtees gewann das Rennen mit 42 Sekunden Vorsprung. Es war sein erster Saisonsieg, nachdem er zuletzt den Großen Preis von Italien 1964 gewonnen hatte, und es war sein letzter Sieg für Ferrari. Zwei Wochen später verweigerte ihm Ferrari-Teamchef Eugenio Dragoni den Start beim 24-Stunden-Rennen von Le Mans, was er zum Anlass nahm, bei Ferrari zu kündigen und zu Cooper zu wechseln. Surtees sagte später, Dragoni sei auch der Einzige gewesen, der ihm zum Sieg beim Großen Preis von Belgien nicht gratuliert habe. Für ihn blieb es der einzige Sieg beim Großen Preis von Belgien, Ferrari gewann erst 1975 erneut dieses Rennen.
Rindt wurde Zweiter und erreichte seine erste Podestplatzierung in der Automobil-Weltmeisterschaft. Bandini komplettierte das Podium auf Rang drei. Mit zwei Runden Rückstand kam Brabham auf Platz vier ins Ziel, Ginther wurde mit drei Runden Rückstand Fünfter. Ab 1966 galt eine neue Regel, dass für eine Wertung 90 % der Renndistanz absolviert werden müssen. Wie schon beim vorhergehenden Großen Preis von Monaco erreichten Ligier und Gurney trotz Zielankunft nicht die geforderte Mindestdistanz und es gab wieder keine vollständige Punktevergabe. Ligier fehlte nur eine Runde, um als Sechster gewertet zu werden.
In der Fahrerwertung übernahm Bandini zum einzigen Mal in seiner Karriere die Führung. Er lag mit einem Zähler Vorsprung vor Stewart und Surtees. In der Konstrukteurswertung lag Ferrari mit sechs Punkten Vorsprung vor B.R.M. und neun Zählern Vorsprung vor Cooper.

## Meldeliste
| Team                        | Nr. | Fahrer          | Chassis            | Motor              | Reifen |
| --------------------------- | --- | --------------- | ------------------ | ------------------ | ------ |
| Brabham Racing Organisation | 03  | Jack Brabham    | Brabham BT19       | Repco 3.0 V8       | G      |
| Brabham Racing Organisation | 04  | Denis Hulme     | Brabham BT11       | Climax 2.5 L4      | G      |
| Scuderia Ferrari SpA SEFAC  | 06  | John Surtees    | Ferrari 312F1/66   | Ferrari 3.0 V12    | D      |
| Scuderia Ferrari SpA SEFAC  | 07  | Lorenzo Bandini | Ferrari 246 Tasman | Ferrari 2.4 V6     | D      |
| Team Chamaco Collect        | 08  | Bob Bondurant   | BRM P261           | BRM 2.0 V8         | G      |
| Team Chamaco Collect        | 08  | Vic Wilson      | BRM P261           | BRM 2.0 V8         | G      |
| Team Lotus                  | 04  | Jim Clark       | Lotus 33           | Climax 2.0 V8      | F      |
| Team Lotus                  | 11  | Peter Arundell  | Lotus 43           | BRM 3.0 H16        | F      |
| Owen Racing Organisation    | 14  | Graham Hill     | BRM P261           | BRM 2.0 V8         | D      |
| Owen Racing Organisation    | 15  | Jackie Stewart  | BRM P261           | BRM 2.0 V8         | D      |
| Owen Racing Organisation    | 15  | Jackie Stewart  | BRM P83            | BRM 3.0 H16        | G      |
| Reg Parnell Racing          | 16  | Mike Spence     | Lotus 25           | BRM 2.0 V8         | F      |
| Cooper Car Company          | 18  | Richie Ginther  | Cooper T81         | Maserati 3.0 V12   | D      |
| Cooper Car Company          | 19  | Jochen Rindt    | Cooper T81         | Maserati 3.0 V12   | D      |
| Anglo Suisse Racing Team    | 20  | Joakim Bonnier  | Cooper T81         | Maserati 3.0 V12   | F      |
| Rob Walker Racing Team      | 21  | Joseph Siffert  | Cooper T81         | Maserati 3.0 V12   | D      |
| Guy Ligier                  | 22  | Guy Ligier      | Cooper T81         | Maserati 3.0 V12   | D      |
| Bruce McLaren Motor Racing  | 24  | Bruce McLaren   | McLaren M2B        | Serenissima 3.0 V8 | F      |
| Anglo American Racers       | 27  | Dan Gurney      | Eagle T1G          | Climax 2.7 L4      | G      |

Anmerkungen
1. 1 2  Beide Fahrer fuhren den Lotus-Climax mit der Nummer 8 in den Trainingssitzungen. Bob Bondurant fuhr den Wagen im Rennen.
2. ↑  Jackie Stewart fuhr den BRM P261 mit der Nummer 15 in den Trainingssitzungen und im Rennen.

## Klassifikationen

### Startaufstellung
| Pos. | Fahrer          | Konstrukteur        | Zeit       | Ø-Geschwindigkeit | Start |
| ---- | --------------- | ------------------- | ---------- | ----------------- | ----- |
| 01   | John Surtees    | Ferrari             | 3:38,0     | 233,17 km/h       | 01    |
| 02   | Jochen Rindt    | Cooper-Maserati     | 3:41,2     | 229,80 km/h       | 02    |
| 03   | Jackie Stewart  | B.R.M.              | 3:41,5     | 229,49 km/h       | 03    |
| 04   | Jack Brabham    | Brabham-Repco       | 3:41,8     | 229,18 km/h       | 04    |
| 05   | Lorenzo Bandini | Ferrari             | 3:43,8     | 227,13 km/h       | 05    |
| 06   | Joakim Bonnier  | Cooper-Maserati     | 3:44,3     | 226,63 km/h       | 06    |
| 07   | Mike Spence     | Lotus-B.R.M.        | 3:45,2     | 225,72 km/h       | 07    |
| 08   | Richie Ginther  | Cooper-Maserati     | 3:45,4     | 225,52 km/h       | 08    |
| 09   | Graham Hill     | B.R.M.              | 3:45,8     | 225,12 km/h       | 09    |
| 10   | Jim Clark       | Lotus-Climax        | 3:45,8     | 225,12 km/h       | 10    |
| 11   | Bob Bondurant   | B.R.M.              | 3:50,5     | 220,53 km/h       | 11    |
| 12   | Guy Ligier      | Cooper-Maserati     | 3:51,1     | 219,96 km/h       | 12    |
| 13   | Denis Hulme     | Brabham-Climax      | 3:51,4     | 219,67 km/h       | 13    |
| 14   | Joseph Siffert  | Cooper-Maserati     | 3:53,8     | 217,42 km/h       | 14    |
| 15   | Dan Gurney      | Eagle-Climax        | 3:57,6     | 213,94 km/h       | 15    |
| 17   | Peter Arundell  | Lotus-B.R.M.        | keine Zeit | –                 | –     |
| 18   | Bruce McLaren   | McLaren-Serenissima | keine Zeit | –                 | –     |
| 19   | Vic Wilson      | B.R.M.              | keine Zeit | –                 | –     |

### Rennen
| Pos. | Fahrer          | Konstrukteur        | Runden | Stopps | Zeit        | Start | Schnellste Runde |
| ---- | --------------- | ------------------- | ------ | ------ | ----------- | ----- | ---------------- |
| 01   | John Surtees    | Ferrari             | 28     | 0      | 2:09:11,300 | 01    | 4:18,7           |
| 02   | Jochen Rindt    | Cooper-Maserati     | 28     | 0      | + 42,100    | 02    |                  |
| 03   | Lorenzo Bandini | Ferrari             | 27     | 0      | + 1 Runde   | 05    |                  |
| 04   | Jack Brabham    | Brabham-Repco       | 26     | 0      | + 2 Runden  | 04    |                  |
| 05   | Richie Ginther  | Cooper-Maserati     | 25     | 0      | + 3 Runden  | 08    |                  |
| –    | Guy Ligier      | Cooper-Maserati     | 24     | 1      | NC          | 12    |                  |
| –    | Dan Gurney      | Eagle-Climax        | 23     | 0      | NC          | 15    |                  |
| –    | Jackie Stewart  | B.R.M.              | 0      | 0      | DNF         | 03    | –                |
| –    | Joakim Bonnier  | Cooper-Maserati     | 0      | 0      | DNF         | 06    | –                |
| –    | Mike Spence     | Lotus-B.R.M.        | 0      | 0      | DNF         | 07    | –                |
| –    | Graham Hill     | B.R.M.              | 0      | 0      | DNF         | 09    | –                |
| –    | Jim Clark       | Lotus-Climax        | 0      | 0      | DNF         | 10    | –                |
| –    | Bob Bondurant   | B.R.M.              | 0      | 0      | DNF         | 11    | –                |
| –    | Denis Hulme     | Brabham-Climax      | 0      | 0      | DNF         | 13    | –                |
| –    | Joseph Siffert  | Cooper-Maserati     | 0      | 0      | DNF         | 14    | –                |
| DNS  | Peter Arundell  | Lotus-B.R.M.        | –      | –      | –           | –     | –                |
| DNS  | Bruce McLaren   | McLaren-Serenissima | –      | –      | –           | –     | –                |
| DNS  | Vic Wilson      | B.R.M.              | –      | –      | –           | –     | –                |

## WM-Stände nach dem Rennen
Die ersten sechs des Rennens bekamen 9, 6, 4, 3, 2, 1 Punkte. Es zählten nur die fünf besten Ergebnisse aus neun Rennen. In der Konstrukteurswertung zählten dabei nur die Punkte des bestplatzierten Fahrers eines Teams.

### Fahrerwertung
| Pos. | Fahrer          | Konstrukteur    | Punkte |
| ---- | --------------- | --------------- | ------ |
| 01   | Lorenzo Bandini | Ferrari         | 10     |
| 02   | Jackie Stewart  | B.R.M.          | 9      |
| 03   | John Surtees    | Ferrari         | 9      |
| 04   | Jochen Rindt    | Cooper-Maserati | 6      |
| 05   | Graham Hill     | B.R.M.          | 4      |
| 06   | Jack Brabham    | Brabham-Repco   | 3      |
| 07   | Bob Bondurant   | B.R.M.          | 3      |
| 08   | Richie Ginther  | Cooper-Maserati | 2      |
| –    | Guy Ligier      | Cooper-Maserati | 0      |

| Pos. | Fahrer         | Konstrukteur    | Punkte |
| ---- | -------------- | --------------- | ------ |
| –    | Dan Gurney     | Eagle-Climax    | 0      |
| –    | Joakim Bonnier | Cooper-Maserati | 0      |
| –    | Jim Clark      | Lotus-Climax    | 0      |
| –    | Joseph Siffert | Brabham-B.R.M.  | 0      |
| –    | Mike Spence    | Lotus-B.R.M.    | 0      |
| –    | Denis Hulme    | Brabham-Climax  | 0      |
| –    | Bruce McLaren  | McLaren-Ford    | 0      |
| –    | Bob Anderson   | Brabham-Climax  | 0      |

### Konstrukteurswertung
| Pos. | Konstrukteur    | Punkte |
| ---- | --------------- | ------ |
| 01   | Ferrari         | 15     |
| 02   | B.R.M.          | 9      |
| 03   | Cooper-Maserati | 6      |
| 04   | Brabham-Repco   | 3      |
| –    | Lotus-Climax    | 0      |

| Pos. | Konstrukteur   | Punkte |
| ---- | -------------- | ------ |
| –    | Brabham-B.R.M. | 0      |
| –    | Lotus-B.R.M.   | 0      |
| –    | Brabham-Climax | 0      |
| –    | McLaren-Ford   | 0      |
| –    | Eagle-Climax   | 0      |